# Смак (телепередача)
Смак — кулинарно-развлекательная программа на «Первом канале», выходившая в эфир с 1993 года по субботам утром. До 2003 года в сетке вещания телеканала также присутствовали повторы по понедельникам днём, ранее — по будням утром (показывались как недавние, так и относительно старые выпуски). Первым ведущим являлся Андрей Макаревич (1993—2005), второй ведущий — Иван Ургант (2006—2018). 
В 2018 году передача была закрыта на телевидении, но вскоре вновь была возрождена и до марта 2022 года транслировалась на YouTube как «Смак Андрея Макаревича».

## История программы
В конце 1990 года Константин Эрнст, разрабатывая идею своей авторской программы «Матадор», планировал включить в данный проект кулинарную рубрику, которую бы вёл его близкий друг, рок-музыкант Андрей Макаревич. Спустя три года, когда «Матадор» уже вышел в свет в своём окончательном виде (документальные очерки о разных странах), Макаревич решил делать кулинарную передачу самостоятельно. Эрнст, в свою очередь, посоветовал ему обратиться за поддержкой к директору телевизионной лотереи «Лотто-Миллион» Николаю Билыку.
Название «Смак» придумал друг Макаревича Евгений Маргулис. В самом первом выпуске программы Макаревич сказал:
 Любители аббревиатур могут расшифровать это слово как «Советы Макаревича», хотя, если мы откроем словарь Даля, слово «смак» в русском языке имеет два значения: первое — вкус, второе — смысл, сущность, толк или польза.
Принципиальным отличием программы от западных кулинарных шоу стало участие в качестве ведущего популярного музыканта, а не профессионального повара из реально существующего ресторана (как это было во Франции, Канаде и США). В период ведения программы Андреем Макаревичем она носила авторский характер. В ней известные актёры, спортсмены, телеведущие, музыканты или политики делились своими новостями и оригинальными рецептами приготовления блюд. Гости сами выбирали, что они будут готовить, поэтому одни и те же блюда готовились по нескольку раз разными гостями в разных вариациях. Иногда гости исполняли свои песни или стихи.
Первые программы были записаны на снятой однокомнатной квартире на ул. Яблочкова на окраине Москвы, в которой жил Николай Билык. Первый выпуск Макаревич провёл сам, без гостя, а во втором гостем передачи был актёр и близкий друг Макаревича Александр Абдулов, с которым Макаревич готовил плов. Долгое время зрителями были сотрудники фирм-спонсоров и женщины из производящей компании, которым надо было во время перерывов подготовить площадку, в частности — помыть посуду.
30 марта 1996 года вышел "первоапрельский" выпуск программы, ведущим которого был Леонид Ярмольник, а Андрей Макаревич - соведущим. 
С 8 ноября 1997 по 30 мая 1998 года в качестве временной замены Макаревича (а впоследствии — уже как соведущий) выступал Андрей Ургант.
8 марта 2005 года вышел последний выпуск с ведущим Андреем Макаревичем, в котором принимали участие Олег Газманов, Дмитрий Харатьян, Лев Лещенко, Александр Абдулов и Валдис Пельш, вышедший в формате большого кулинарного шоу. Несмотря на возражения руководства «Первого канала», программу пришлось закрыть, так как она шла достаточно долго. Поэтому в эфир сразу же вышла похожая телепередача «Три окна» (названа в честь одноимённой песни группы «Машина времени»), которую вёл тот же Андрей Макаревич. В программе «Три окна» тематика была несколько иной, более расширенной. Помимо приготовления блюд приглашёнными гостями, в «Трёх окнах» также демонстрировались фрагменты путешествий ведущего по миру, а приглашённые звезды выступили в рамках программы по своей профессии.
В январе 2006 года «Три окна» пришлось закрыть по причине низких рейтингов, а программу «Смак» — возродить, но уже с новым ведущим Иваном Ургантом, отец которого уже работал в ней за восемь с половиной лет до этого. Макаревич предлагал Урганту вести передачу ещё в 2004 году, но тот не смог принять это предложение по причине работы на канале «Россия». Тремя годами ранее, ещё до прихода Урганта на «Первый канал», также рассматривались кандидатуры Леонида Каневского и Алексея Булдакова. Первым гостем Ивана Урганта стал сам Андрей Макаревич.
На переход позиции ведущего от Макаревича к Урганту повлиял прежде всего тот факт, что за 12 лет существования «Смака» известный рок-музыкант уже успел устать от своей передачи, о чём ранее сообщалось в ряде интервью различным печатным СМИ. После перехода передачи к Урганту Андрей Макаревич дал разрешение на использование своего названия в дальнейшем.
До середины 2006 года программа завершалась демонстрацией титров с указанием съёмочной группы, хотя в нескольких выпусках титры могли и опускаться.
На момент пятнадцатилетия передачи в 2008 году вышло в эфир порядка 700 выпусков.
Обычно Иван Ургант начинал передачу с цитирования известных людей, кинофильмов или литературных произведений, при этом специально искажая цитаты так, чтобы в них говорилось о еде или пище (что также использовалось после выхода программы с рекламного перерыва). Перед уходом на рекламу (до 9 января 2015 года — также в конце программы) Ургант в юмористическом ключе давал «переводы» наименований овощей, фруктов, специй, блюд и других кулинарных терминов, связанных с блюдами от гостей передачи, с какого-либо языка.
В студии периодически звучали аплодисменты и закадровый смех, зачастую принадлежащие закадровым сотрудникам программы: режиссёру, операторам, редакторам.

## Закрытие и переход в интернет
Впервые о вероятном закрытии проекта стало известно в начале декабря 2017 года, когда продюсер Николай Билык рассказал о том, что в планах «Первого канала» — обновление сетки вещания путём закрытия проектов, выходящих на канале много лет, к которым Билык отнёс и «Смак», в связи с чем на тот момент он не исключал перехода «Смака» на канал «Россия-1», куда ранее перешёл другой проект-долгожитель «Первого канала» — «Пока все дома». 27 декабря того же года гримёр Ивана Урганта Елена Деянова сообщила о том, что проект закрывается. 18 января 2018 года на официальной странице группы «Машина времени» в социальной сети «Facebook» было сообщено, что 20 января должен был выйти финальный выпуск программы. Последним гостем передачи, согласно первоначальным анонсам, должен был стать её основатель и первый ведущий — Андрей Макаревич. Однако 20 января вместо передачи с Макаревичем был повторно показан выпуск от 8 октября 2016 года с Елизаветой Боярской, а в дальнейшем передача выходила с перерывами.
15 апреля 2018 года в интервью телевизионному обозревателю газеты «Московский комсомолец» Александру Мельману Иван Ургант сообщил о возможном сокращении периодичности выхода «Смака» в ближайшее время, что впоследствии подтвердилось — в мае программа исчезла из сетки канала. Последний выпуск вышел в эфир 30 апреля, гостем передачи был драматург и сатирик Аркадий Инин.
На протяжении июля и августа 2018 года в официальном Instagram программы публиковались рабочие моменты со съёмок различных выпусков конца 2000-х годов. Также было сообщено о начале съёмок пилотного выпуска проекта «Школа вкуса», который так и не вышел в эфир.
После длительного затишья 16 ноября 2018 года появился видеоролик, в котором Андрей Макаревич анонсировал запуск YouTube-канала «Смак Андрея Макаревича» и прямую трансляцию готовки еды, посвящённую 25-летию программы, тем самым косвенно подтвердив её закрытие на телевидении, а 25 декабря того же года «Первый канал» удалил передачу из списка актуальных телепроектов. В качестве гостя студии, использовавшейся с 21 сентября 2013 года, был приглашён Иван Ургант. В течение прямого эфира Макаревич сообщил, что на канале с различной периодичностью продолжится выход заранее записанных выпусков, но не исключил и возможность прямых трансляций. По словам Макаревича, переход программы с телевидения в Интернет связан с тем, что «…появилось большое количество условий и ограничений на государственном канале». В частности, создателей шоу заставляли приглашать только аффилированных с каналом звёзд, преимущественно с целью продвижения новых проектов.
Также, по словам Андрея Макаревича, «Первый канал» никогда не владел и не владеет брендом «Смак».
В новой студии Макаревич стоял на фоне большого шатра с логотипом передачи, который закрывал значительную часть кухни. Также в некоторых выпусках он готовил при поддержке двух моделей, одетых в идентичные костюмы. Производством интернет-версии шоу занималась та же команда, которая делала «Смак» для телевидения, в частности, режиссёр Павел Судаков и продюсер Николай Билык. Передача выходила без спонсорской поддержки и финансировалась усилиями самой съёмочной группы.
30 декабря 2019 года на телеканале «Мир» вышел один выпуск передачи «Андрей Макаревич. Кино со вкусом», в котором Андрей Макаревич готовил блюда из популярных отечественных фильмов вместе с артистами, снимавшимися в них. Передача снималась в декорациях образца 2013 года, но выпускалась другим производителем — «Студия Ивана Усачёва». Эти же декорации использовались на съёмках другой кулинарной программы «Просыпаемся по-новому», выходившей с 22 июня по 21 сентября 2020 года на ТНТ.
Спустя неделю после начала вторжения России на Украину и эмиграции Андрея Макаревича в Израиль выход выпусков на YouTube-канале был прекращён. В сентябре 2023 года Макаревич закрыл российское ИП.

## Заставка
Продолжительное время заставка программы имела одну и ту же концепцию, хотя несколько раз менялась в деталях: ведущий программы появляется на экране, берёт в руки инструмент: кисть (1993—1997), щётку на длинном черенке (1997—2000), кетчуп (2000—2005) или баллончик (2006—2013) и пишет красным цветом перед зрителем, как будто на стекле (в случае со щёткой — на огромном баннере на фасаде дома на Новом Арбате, а в случае с кетчупом — на яичнице) название передачи (его бессменный дизайн был придуман самим Андреем Макаревичем). В виртуальной заставке 2000—2005 годов, в зависимости от времени года (зима, весна, лето, осень), действия ведущего на кухне и вид московских зданий из космоса варьируются.
21 сентября 2013 года заставка изменилась. В ней Ургант изображается на фоне портретов классиков русской литературы: Александра Пушкина, Николая Гоголя, Ивана Крылова и бывшего ведущего программы, Андрея Макаревича. 12 октября 2013 года в программе изменилась и музыка.
После закрытия и переезда программы в интернет заставка снова изменилась: демонстрируются несколько фотографий Андрея Макаревича (стилизованных под возникновение клякс), после чего в той же стилистике возникает логотип.

## Резонансные эпизоды
- 13 апреля 2013 года Иван Ургант пошутил: «Я порубил зелень, как красный комиссар жителей украинской деревни», на что Александр Адабашьян, принимавший участие в телепередаче, очищая нож от сельдерея, сказал: «А я останки жителей стряхиваю»[50]. Диалог сопровождался смехом зала. Шутка вызвала возмущение ряда украинцев, так как во время гражданской войны на Украине погибли мирные жители. 17 апреля в эфире телепередачи «Вечерний Ургант» Иван принёс публичные извинения жителям Украины за свою неудачную шутку[51], сказав, в частности, что Украину он очень любит[52].
- 27 сентября 2014 года из студии была убрана фотография Андрея Макаревича, на её месте стал висеть портрет Александра Пушкина. Это заметили оппозиционные блогеры и ряд средств массовой информации, связав замену с последними политическими заявлениями Макаревича[53][54][55]. 11 октября того же года фото Макаревича вернули на своё место, а Ургант в своём Твиттере написал: «Портрет Мастера был тайно заменён впечатлительным рядовым сотрудником передачи „Смак“! <…> Никакой Пушкин нам Макаревича не заменит!»[56].
- 31 марта 2018 года был показан выпуск, гостем которого стал Фёдор Добронравов, что было воспринято неоднозначно, поскольку 17 марта актёр перенёс инсульт и на момент эфира находился в больнице, в то время как канал не стал делать пометку о том, что выпуск был снят до того, как артист заболел[57][58].

## Факты
- Иногда гостями передачи становились иностранные знаменитости. Так, в 1996 году на кухне побывал Чак Норрис (в рамках выпуска Чак Норрис раскрыл рецепт коктейля «Удар Чака Норриса»)[59][60], а 3 октября 2015 года была показана программа с участием Тиля Швайгера (съёмки проходили в середине сентября)[61].
- Наибольшее количество раз — 11[62] — программу «Смак» посетил известный телеведущий Валдис Пельш[63].

## Пародии
- В мае 2009 года пародия на программу была показана в 11 выпуске пародийного шоу «Большая разница» на Первом канале. В пародии приглашённый гость Никита Джигурда собирался приготовить блюдо русской кухни[64].
- В июне 2011 года ещё одна пародия на программу «Смак», если бы её гостем был Стивен Сигал, была показана в «Большой разнице» на украинском канале «1+1»[65].